# مسیر دور ماه

مسیری که آپولو ۱۳ از آن استفاده کرد

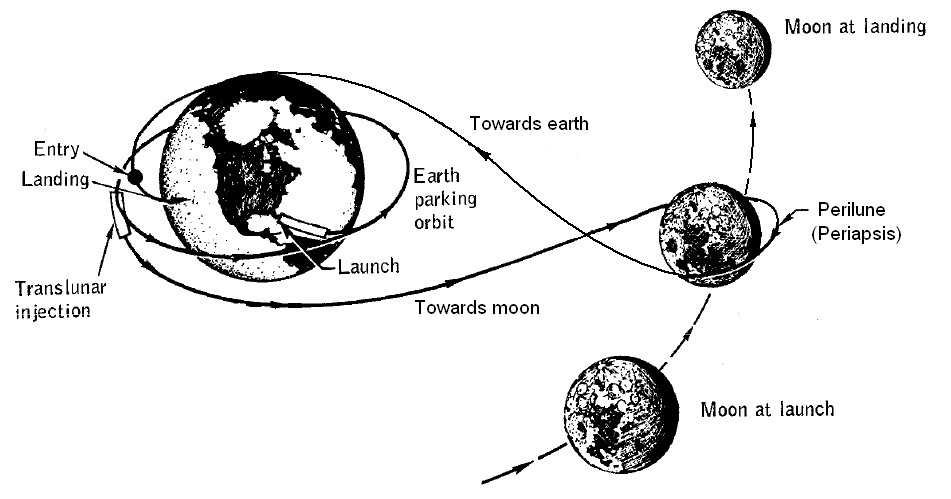
طرحی از مسیر بازگشت آزاد دور ماه (در مقیاس واقعی نیست).

مسیر دور ماه، مسیر ترا-ماه یا بازگشت آزاد از ماه، در مکانیک مداری نوعی مسیر بازگشت آزاد است که فضاپیما را از زمین به سمت پنهان ماه می‌برد و تنها با استفاده از گرانش و پس از قرار گرفتن در مسیر اولیه، به زمین بازمی‌گردد.